# San Gimignano
San Gimignano là một đô thị tại tỉnh tỉnh Siena ở vùng Tuscany, Ý.
Đô thị này có diện tích 138 km2, dân số là 7105 người (thời điểm 31 tháng 12 năm 2005). Đây là đô thị thời Trung cổ nằm trên đồi có tường bao quanh.
Thị xã nổi bật với kiến trúc, đặc biệt là các tháp có thể nhìn thấy từ xa. Đô thị nổi tiếng với rượu vang trắng Vernaccia di San Gimignano. Trung tâm lịch sử San Gimignano là di sản thế giới UNESCO từ năm 1990.